# 三大炮
三大炮，四川小吃，是一种类似驴打滚的小甜食。
做法是将浸泡一夜的糯米用旺火蒸至软熟，取出放在抹有清油的案板上用木辊推压至七分烂备用。取一个两边放上铜茶托的小案置中间，前面放盛满炒熟黄豆面的大竹匾，人站在小案这一侧从糯米团上揪下乒乓大小的一块用力向小案扔出去，就听见“砰”的一声，小糯米丸子从小案上一弹而起落入竹匾中，两三滚即沾满香香的黄色粉末。连扔三个用竹签串成一串，淋上红糖汁就可食用了。小案上的铜茶托实际的作用就是增加音响效果，三声连响，因此被人称作“三大炮”。